# Зональный (Новосибирская область)
Зональный — посёлок в Искитимском районе Новосибирской области. Входит в состав Мичуринского сельсовета.

## География
Площадь посёлка — 7 гектар

## Население
| 2002 | 2007 | 2010 |
| ---- | ---- | ---- |
| 47   | ↗60  | ↘50  |

## Инфраструктура
В посёлке по данным на 2007 год отсутствует социальная инфраструктура.